# Włodarka (województwo zachodniopomorskie)
Włodarka – wieś w północno-zachodniej Polsce, położona w województwie zachodniopomorskim, w powiecie gryfickim, w gminie Trzebiatów, na Wybrzeżu Trzebiatowskim.
Według danych z 28 lutego 2009 wieś miała 230 mieszkańców.
We wsi znajduje się neogotycki, ceglany kościół filialny pw. Podwyższenia Krzyża Świętego z XIX w. 

## Położenie
Włodarka położona jest na wschodnim krańcu moreny dennej, które występują wyspowo w tej części Wybrzeża Trzebiatowskiego. Od północy, wschodu i południa wieś otaczają podmokłe łąki pradolin. Ok. 0,7 km na wschód równolegle do przebiegu wsi ciągnie się struga Stara Rega.
W latach 1946–1998 miejscowość administracyjnie należała do województwa szczecińskiego. Od 1724 roku w powiecie Greifenberg i. Pom. Od 1945 r. w powiecie gryfickim.
Przysiółkiem Włodarki jest Chełm Gryficki.
Wieś znajduje się w obszarach programu Natura 2000 tzn. obszaru specjalnej ochrony ptaków „Wybrzeże Trzebiatowskie”, a także w specjalnym obszarze ochrony siedlisk Trzebiatowsko-Kołobrzeskim Pasie Nadmorskim. Na północ od wsi rozciąga się solnisko, gdzie rośnie m.in. babka nadmorska i aster solny.
Pierwszy przekaz źródłowy z 1277 r. dotyczący wsi wskazuje nazwę Flodirke. Do 1945 r. stosowano niemiecką nazwę Voigtshagen. W 1947 r. ustalono urzędowo polską nazwę Włodarka.

## Społeczność lokalna
Gmina Trzebiatów utworzyła „Sołectwo Włodarka”, obejmujące Włodarkę oraz przysiółek Chełm Gryficki. Mieszkańcy sołectwa razem wybierają sołtysa i 5-osobową radę sołecką. 
| Zakres wieku mężczyzn | Mężczyźni | Kobiety | Zakres wieku kobiet |
| --------------------- | --------- | ------- | ------------------- |
| 0–19                  | 31        | 23      | 0–19                |
| 20–60                 | 79        | 65      | 20–65               |
| powyżej 60            | 8         | 24      | powyżej 65          |
| Razem (Σ)             | 118       | 112     | (Σ) Razem           |

Dzieci z miejscowości uczęszczają do Szkoły Podstawowej Nr 1 im. Jana Kochanowskiego w Trzebiatowie.

## Kościół Podwyższenia Krzyża Świętego
Należy do parafii Macierzyństwa NMP w Trzebiatowie i jest jej najstarszym obecnie kościołem filialnym. 
Neogotycki kościół z XIX wieku, ceglany na rzucie prostokąta, z wyodrębnionym prostokątnym prezbiterium. dach 2-spadowy ceramiczny, odnowiony w 2009 roku. Wieża na planie kwadratu, 3-kondygnacyjna, zwieńczona 8-bocznym hełmem szpiczastym.
We wnętrzu kościoła ambona neogotycka, ołtarz i prospekt organowy na emporze chórowej renesansowej, rzeźbionej w drewnie zawierającej w okrągło lukowych niszach sceny biblijne malowane farbą olejną. W oknach witraże typu glassmalerei. Dzwon na wieży pochodzi z XVI wieku. 
Kościół poświęcony został 28 października 1946 r. przez ówczesnego proboszcza ks. Tadeusza Długopolskiego TChr.
- Odpust odchodzi się 14 września w święto Podwyższenia Krzyża Świętego.
- Msza święta jest sprawowana w każdą niedzielę o godzinie 9:00